# Отлиця
Отлиця (словен. Otlica) — розсіяне поселення на пагорбах на північ від м. Айдовщина в общині Айдовщина. Висота над рівнем моря: 817,8 метрів.